# Mochica
|  | Per a altres significats, vegeu «llengua mochica». |

La cultura moche (de vegades anomenada mochica) és una civilització precolombina que s'estengué al llarg de la costa nord peruana, entre els anys 100 i 700 (segles II i VII d. C.). Va ser contemporània de la cultura del Nazca que ocupava la costa sud peruana, situant-se cronològicament entre l'era Chavín (horitzó antic) i l'era Chimú. Aquesta va fer grans obres com canals de reg i preses, la qual cosa els va permetre ampliar la seva frontera agrícola.
Per a la cultura mochica la matèria primera va ser l'adobe. Van construir complexos religiosos-administratius conformats per palaus i temples o huaques de caràcter monumental, les quals els recobrien de grans murals en alt i baix relleu, pintats amb colors extrets de la natura, on van plasmar els seus déus, mites, llegendes i tota la seva cosmovisió cultural. Les construccions més notables són les anomenades Huaques del Sol i de la Lluna, a la vall de Moche.
Van conèixer moltes tècniques per treballar l'or (laminat, martellejat, filat, etc.), la qual cosa els va permetre fabricar vestits, emblemes, ornaments i tota la seva parafernàlia ritual.
Són considerats els ceramistes de l'antic Perú, gràcies al seu treball que van realitzar als seus tallers de ceràmica. Hi van representar, tant de manera escultòrica com pictòrica, divinitats, homes, animals i escenes significatives referides a temes cerimonials i mites que reflectien la seva concepció del món. D'aquest art sobresurten els buits retrats i els buits eròtics.
Van ser navegants: van construir cavallets de totora, els que feien més petits per a la pesca i més grans per als seus viatges fins a les costes equatorials, des d'on portaven petxines de Spondylus, sagrada per als moches, i en general, per a la resta de cultures costaneres de l'Antic Perú.
Políticament, les societats moches ―de forta segmentació en classes socials― s'organitzaven en regnes o senyorius confederats. S'ha pogut conèixer més sobre aquesta cultura gràcies al descobriment d'algunes tombes intactes dels seus governants o senyors, com la del Senyor de Sipà i la Dama de Cao.

## Història

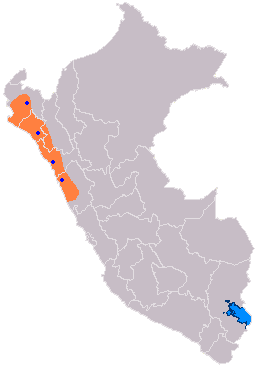
Ubicació del territori moche en taronja en l'actual mapa del Perú; els quatre punts blaus representen, de nord a sud, els indrets de Pampagrande, Sipán, Moche i Pañamarca.

Al segle i dC, diferents cultures es repartien el litoral nord peruà, totes hereves de les cultures Chavín i Cupisnique, les més destacables van ser:
- Els vicús al nord, prop de la frontera equatoriana
- Els salinars, situats principalment a la vall del riu Moche
- Els virú, establerts a la vall del mateix nom, a alguns quilòmetres al sud dels Salinars.

La cultura moche apareix com una unificació d'aquestes diferents cultures : primer de tot, dos focus diferents semblen emergir de manera gairebé simultània, al voltant de l'any 100: Moche (ciutat),Moche i Sipán.

### Moche
A la vall del Moche, (situada en l'actual regió de La Libertad) al peu del Cerro Blanco, la cultura Salinar deixa ràpidament lloc a la dels moche. La ciutat de Moche (ciutat),Moche pren la importància amb el començament de la construcció de dos edificis, la huaca de la Lluna i la huaca del Sol. Aquests edificis, que no tenen llavors més que un sola planta, serveixen ja respectivament de lloc de culte i de centre administratiu. La influència d'aquest focus arriba a la vall del riu Virú a la costa de la cultura del mateix nom.

#### Sipán
Més o menys paral·lelament, en la regió de Lambayeque situada més al nord, es desenvolupa el centre moche de Sipán, la ciutat agafa importància i els alts dignataris moche hi són enterrats en un destacable centre funerari. L'allunyament d'aquests dos centres implica ja un bon control del territori i, per tant, una organització militar elaborada de part dels moche .

### Conquestes militars
La majoria de les conquestes militars moche tenen lloc durant els segles III i IV. Les fronteres es van eixamplar al llarg de la costa : al sud, estenent-se a les valls del Chicama i de Huarmey, i al nord fins a Piura, envaint àmpliament el territori Vicús, assimilant aquest poble de mica en mica de les conquestes. Al seu apogeu, els moches controlen un territori essencialment costaner estenent-se sobre més de 600 quilòmetres de longitud. A més a més dels centres històrics que són Moche (ciutat),Moche i Sipán, construeixen importants bastions militars per mantenir les fronteres: Pampagrande al nord i Pañamarca al sud. És durant aquest període, cap a l'any 300, que va viure el senyor de Sipán.

### Declivi i fi del regne
La fi dels moche se situa al voltant de l'any 700. Se suposa que la situació s'ha degradat a poc a poc al regne, havent de fer de cara a crescudes catastròfiques dels principals rius i sobretot del riu Moche a causa del fenomen El Niño, així com a dels terratrèmols de repetició durant el Segle VII. Poc després del declivi de la societat moche, la cultura Lambayeque es va desenvolupar sobre les mateixes regions, i després la cultura Chimú.

## Organització i societat

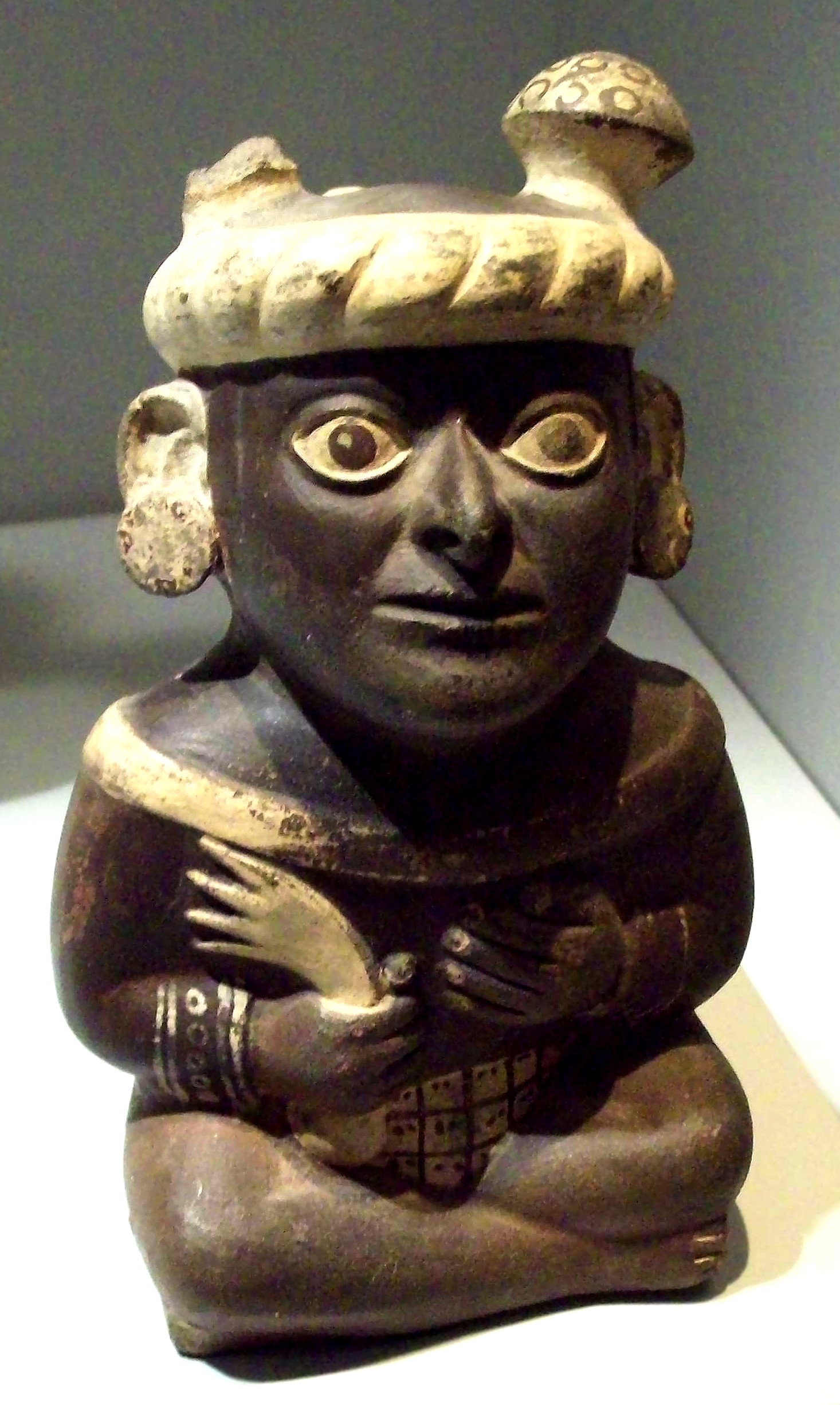
Noble moche (Museu d'Amèrica (Madrid)

La societat moche estava dividida en classes i jerarquitzada : un poderós senyor era al capdavant del regne, el poder transmetent-se probablement per herència. Les classes més importants eren les dels guerrers, dels sacerdots i dels funcionaris. Venien després els comerciants, artesans i constructors, després els pescadors, pagesos, etc. L'esquema urbà de la ciutat de Moche, per exemple, és típic d'aquesta organització, repartint els hàbitats per barri en funció de les classes i de la importància de les classes depenia la distància a la huaca del Sol (els sacerdots, guerrers i administradors eren els més propers a la huaca).
Durant tota l'existència de la ciutat de Moche, els seus habitants no han deixat de construir les dues huaques: més o menys cada cent anys, el pis més alt de la huaca de la Luna era condemnat, els passadissos omplerts i s'ampliava la base, es construïa un nou pis sobre el precedent, elevant la rampa d'accés, per tal que aquest nou pis sigui accessible. A la desaparició dels moches, la piràmide comptava 6 nivells i aproximadament 600 anys d'existència.
Se suposa que el règim de l'Estat moche era teocràtic, el senyor era igualment sacerdot. La cohesió de la societat, àmpliament dependent de la força militar, havia de descansar sobre una poderosa casta de guerrers al servei de la teocràcia.

## Religió

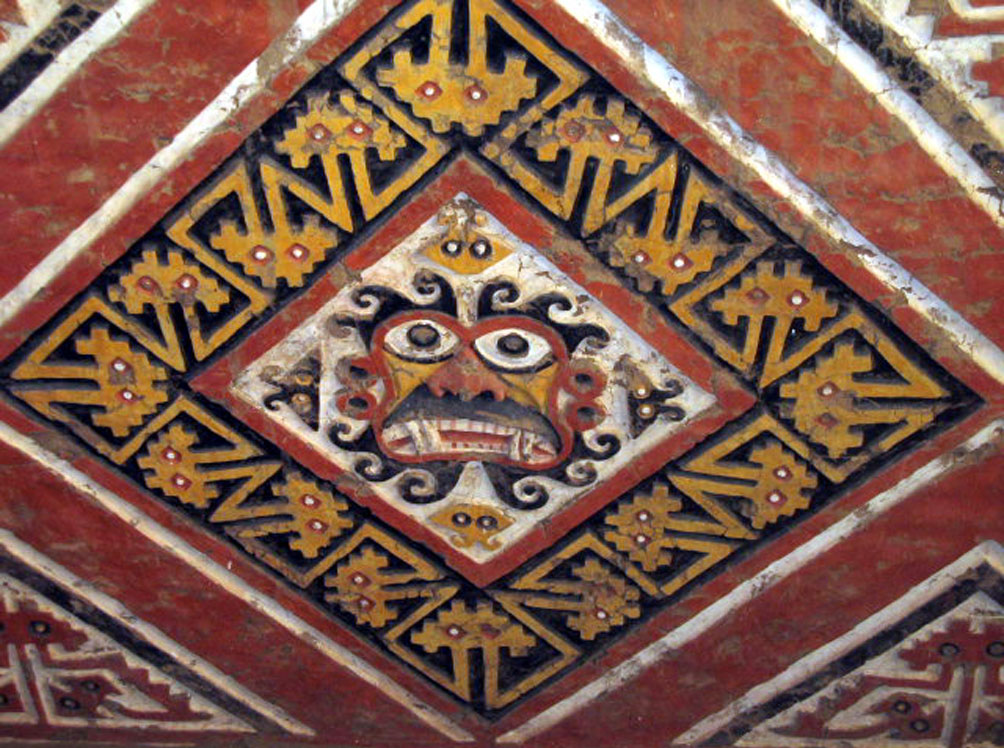
El decapitador sobre un fresc mural de la huaca de la Lluna

El centre religiós era la huaca de la Lluna, on els sacerdots i el senyor efectuaven tota mena de cerimònies. El principal déu es deia Ai-apaec, Creador però també "decapitador", que es troba representat sobre nombroses ceràmiques i frescs de temples. Pren sovint la forma d'una aranya, o encara d'una criatura alada o d'un monstre marí. Quan el cos és completament representat, es veu sempre com té en una mà un ganivet, i a l'altre un cap agafat pels cabells. Es pensa que es tracta d'al·lusions a rituals de sacrificis humans practicats sobre la huaca de la Lluna. No hi ha dubte d'aquests sacrificis, nombrosos ossaments humans han estat descoberts en la cimera de la huaca.

## Tecnologies
Els moches disposaven d'un alt nivell tecnològic en diferents àmbits, sobretot en matèria d'irrigació i de metal·lúrgia. Havien aconseguit dominar el desert gràcies a un sistema d'irrigació enginyós, desviant els rius i construint canals. Podien llavors desenvolupar una agricultura excedent, i d'aquí les relacions comercials amb els altres pobles propers de la costa, dels Andes i fins i tot de l'Amazones. Els moche també han desenvolupat tècniques de metal·lúrgia elaborades respecte a les altres civilitzacions andines. Treballaven aliatges de coure i d'argent, de coure i d'or, o també bronze per fabricar objectes de decoració, màscares i joies i també eines agrícoles i armes. Tenien en particular una tècnica de daurat del coure que quedarà més eficaç que les tècniques europees fins a la fi del Segle XVIII.

## Arts i ceràmiques

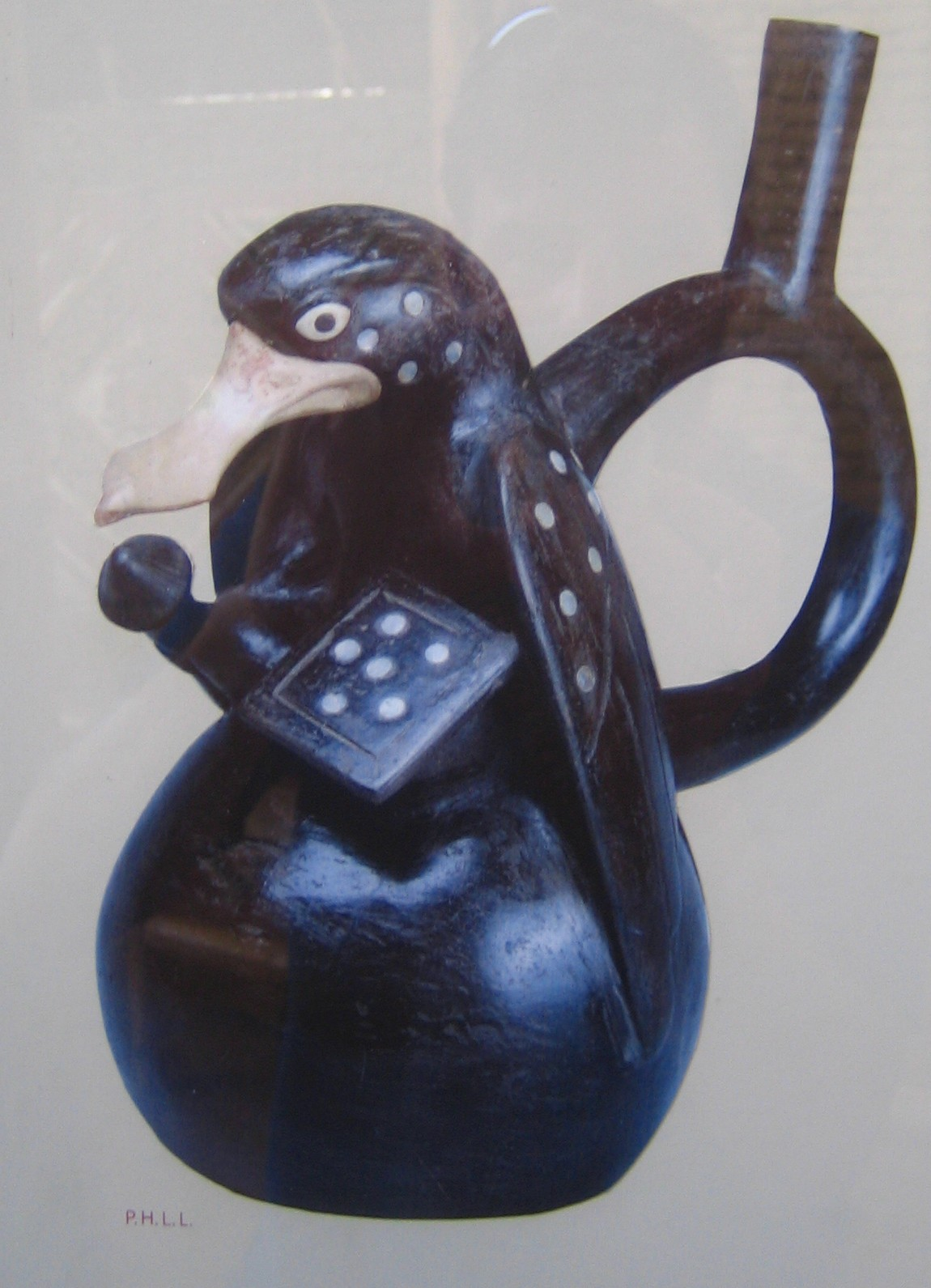
Atuell moche

L'estudi de la ceràmica mochica revesteix una importància fonamental en la mesura que, no coneixent l'escriptura, és així com els moches han deixat més informació sobre els seus usos i costums. Els moches utilitzaven motllos per produir atuells en quantitat industrial. Tanmateix no els impedia crear formes, gravats i pintures variades. Molt polit, aquest art ceràmic es distingeix fàcilment del d'altres civilitzacions precolombines per la utilització de certs colors : pintures o escultures sovint vermelles o negres sobre un fons cremós, i representant generalment objectes o escenes de la vida corrent : fruites, llegums o animals, escenes d'agricultura, de pesca, de metal·lúrgia o de teixit, escenes eròtiques, escenes guerreres o inclús escenes de sacrificis. Es troben igualment nombroses escenes mitològiques, sobretot dels representació del déu Ai-Apaec. Molts atuells també són modelats amb una forma de cap humà o d'animal. L'art moche, influenciat pel Chavín i el Cupisnique, marca tanmateix un progrés considerable respecte als de les cultures anteriors. Les escultures i els dibuixos són fins i realistes, de vegades adornats de nacre, peces d'os, fins i tot d'or. En l'última fase de la cultura moche, les ceràmiques prenen un to més fosc fins al negre, anunciador de l'art Chimú.
Les persones importants es feien de vegades esculpir ceràmiques amb la seva efígie. Els "retrats" així trobats ensenyen sovint una expressió particular com el riure, la còlera o la reflexió, reflectint certament la personalitat del seu propietari.
El descobriment de gerros representant caps característics mongols o africans ha portat alguns investigadors a pensar que els moches van tenir contactes amb pobles xinesos o de l'Àfrica negra. Tanmateix, cap traça moche no ha estat descoberta en aquestes regions, com tampoc objectes asiàtics o africans als Andes. Aquesta teoria continua sent doncs molt hipotètica.
Es distingeixen generalment cinc fases o períodes caracteritzats cadascuna per un estil artístic que es troba principalment a les ceràmiques. Segons aquesta divisió, les dues primeres fases corresponen al segle i aC i al segle i dC. No es tracta doncs encara pròpiament de la cultura moche, sinó més aviat de les cultures Vicús, Salinar i Gallinazo. Les fases 3 i 4 s'estenen del segle ii al segle v després de JC, i finalment la fase 5 s'estén del segle vi al segle viii.

## Arqueologia

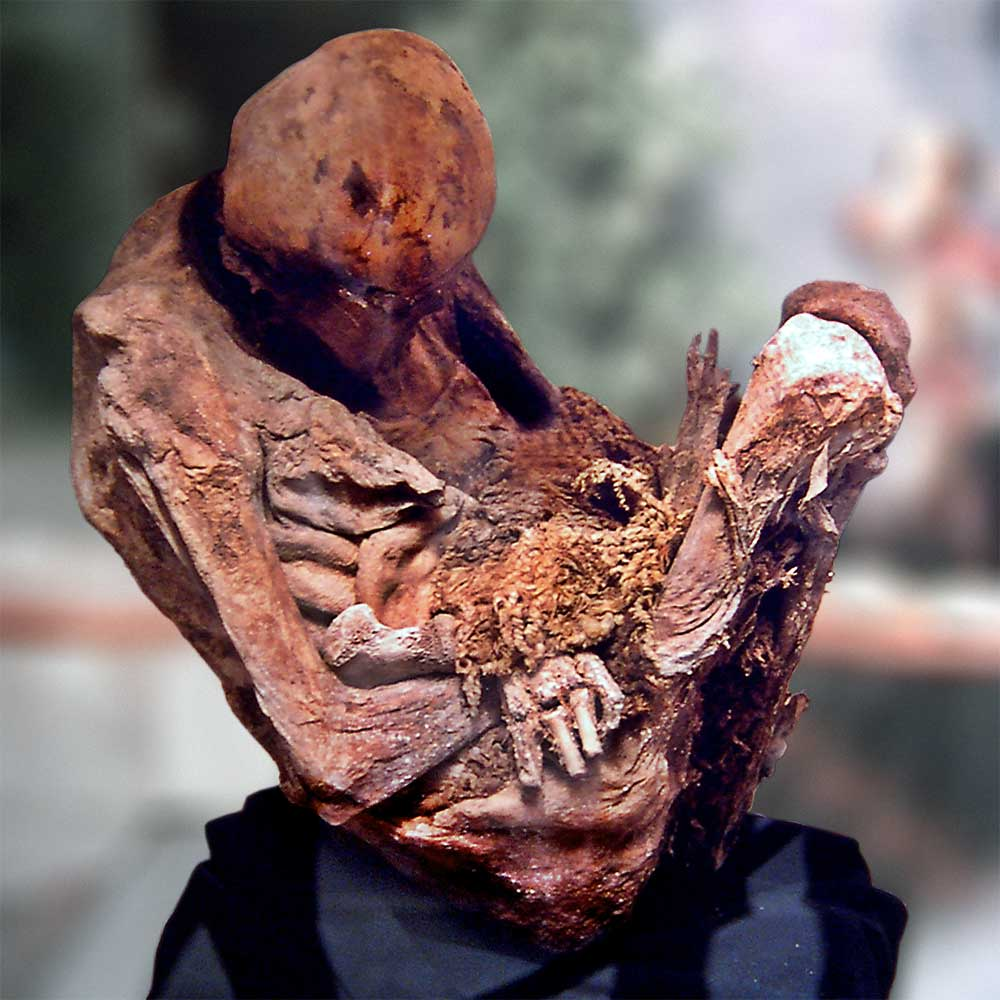
mòmia moche

Abans de la fi del Segle XIX, les diverses empremtes deixades pels moches eren atribuïdes als Chimú (o «proto-Chimú»). A més, l'absència d'escriptura als Andes precolombins fa més difícil el treball de distinció dels pobles. Els huaqueros (saquejadors de huacas) són probablement responsables de pèrdues inestimables per al patrimoni mundial, i la seva acció alenteix els avenços científics. No és fins als anys 1898 i 1899 quan Max Uhle, arqueòleg alemany, va escorcollar la huaca del Sol i la huaca de la Lluna i va identificar una cultura diferent de les altres cultures precolombianes. A la fi dels anys 1920, l'arqueòleg peruà Julio Tello proposa anomenar aquesta civilització com a moche o mochica, en referència a l'antiga llengua parlada sobre la costa nord del Perú, el Muchik.

Els escorcolls a la rodalia de la huaca de la Lluna prossegueixen. Els edificis han estat parcialment recoberts per la sorra en el transcurs del temps, també les recerques han començat per la cimera dels temples i s'efectuen de replà en replà cap a la base. Aquestes construccions en adob sempre són amenaçades per El Niño.
 En 1987, els escorcolls efectuats per Walter Alva a la Huaca Rajada van permetre descobrir la famosa tomba del Senyor de Sipán, un dels majors descobriments arqueològics d'aquests 40 últims anys.

### Llista dels llocs
Heus Aquí una llista no exhaustiva dels principals vestigis :
- La huaca de la Lluna i la huaca del Sol: respectivament temple de la Lluna i temple del Sol, tanmateix aquests noms han estat inventats pels colons, però els moches no veneraven ni el Sol ni la Lluna. Es tracta de dues piràmides inacabades construïdes en adob, distants d'aproximadament 400 metres l'una de l'altra, i entre les quals es trobava abans la principal ciutat moche .
- El Brujo és un indret sobre el qual es troben tres huaques, dues de les quals construïdes pels moche .
- La Huaca Rajada prop de Sipán és el complex funerari on va ser descobert el Senyor de Sipán. Per a alguns arqueòlegs, aquest descobriment va ser el més important al Perú des del descobriment del Machu Picchu.
- Chanquillo
- Pampagrande
- Pañamarca

## Museus

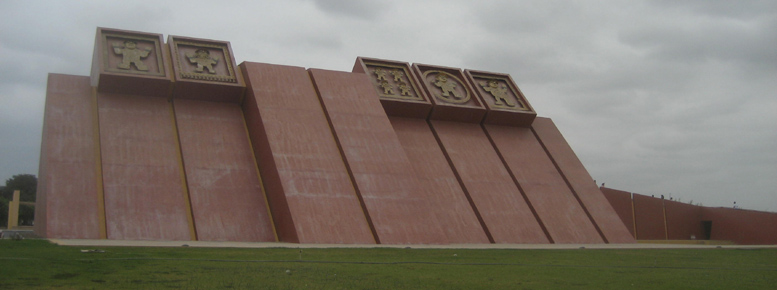
Museu "Tumbas Reales de Sipán", a Lambayeque.

Les destacables col·leccions d'objectes moches poden ser vistes a diversos museus peruans :
- El museu Tumbas Reales de Sipán ha estat recentment construït a Lambayeque, i reagrupa una impressionant col·lecció d'objectes trobats a les sepultures de Sipán, incloent-hi la del famós "Senyor de Sipán". És dirigit per Walter Alva. El museu proposa igualment una visió completa de la cultura moche.
- El Museu de la Nación a Lima.
- El Museu Larco, a Lima, qui conté igualment una galeria d'atuells eròtics.
- El Museu Brüning de Lambayeque reuneix alguns objectes preciosos mochicas, així com d'altres cultures de la regió.
- A Catalunya es conserva algun objecte a la Biblioteca Museu Víctor Balaguer de Vilanova i la Geltrú.[1]

## Galeria

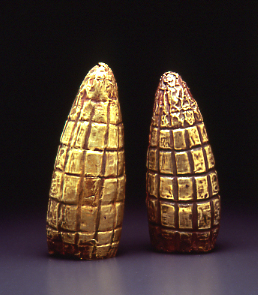
Metalurgia mochica. Blat de moro
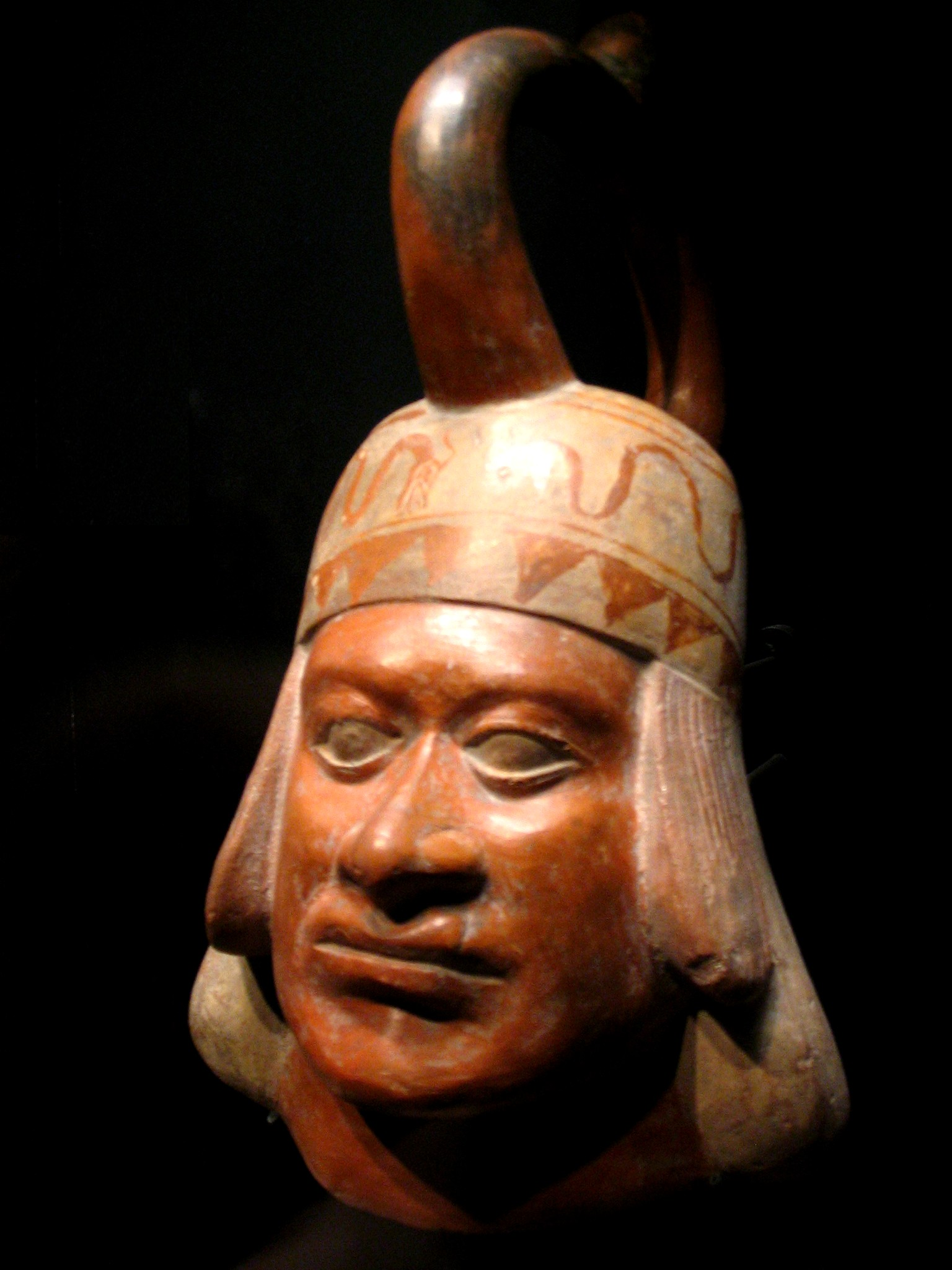
Retat huaco. Noble.
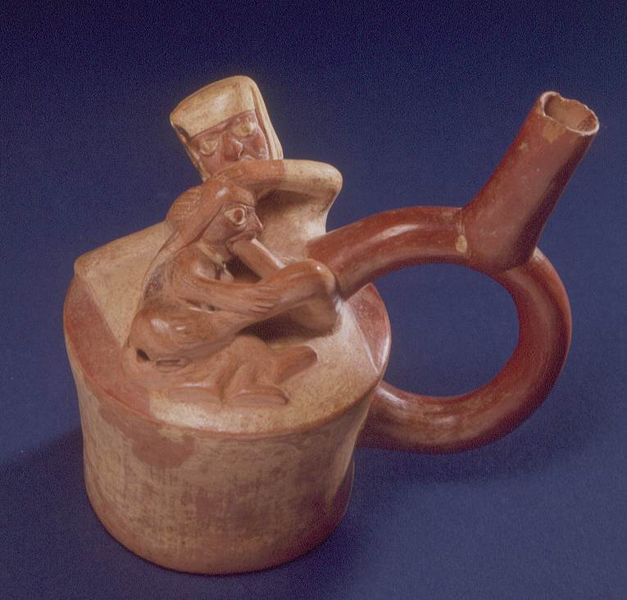
Ceràmica eròtica mochica. Fel·lació.
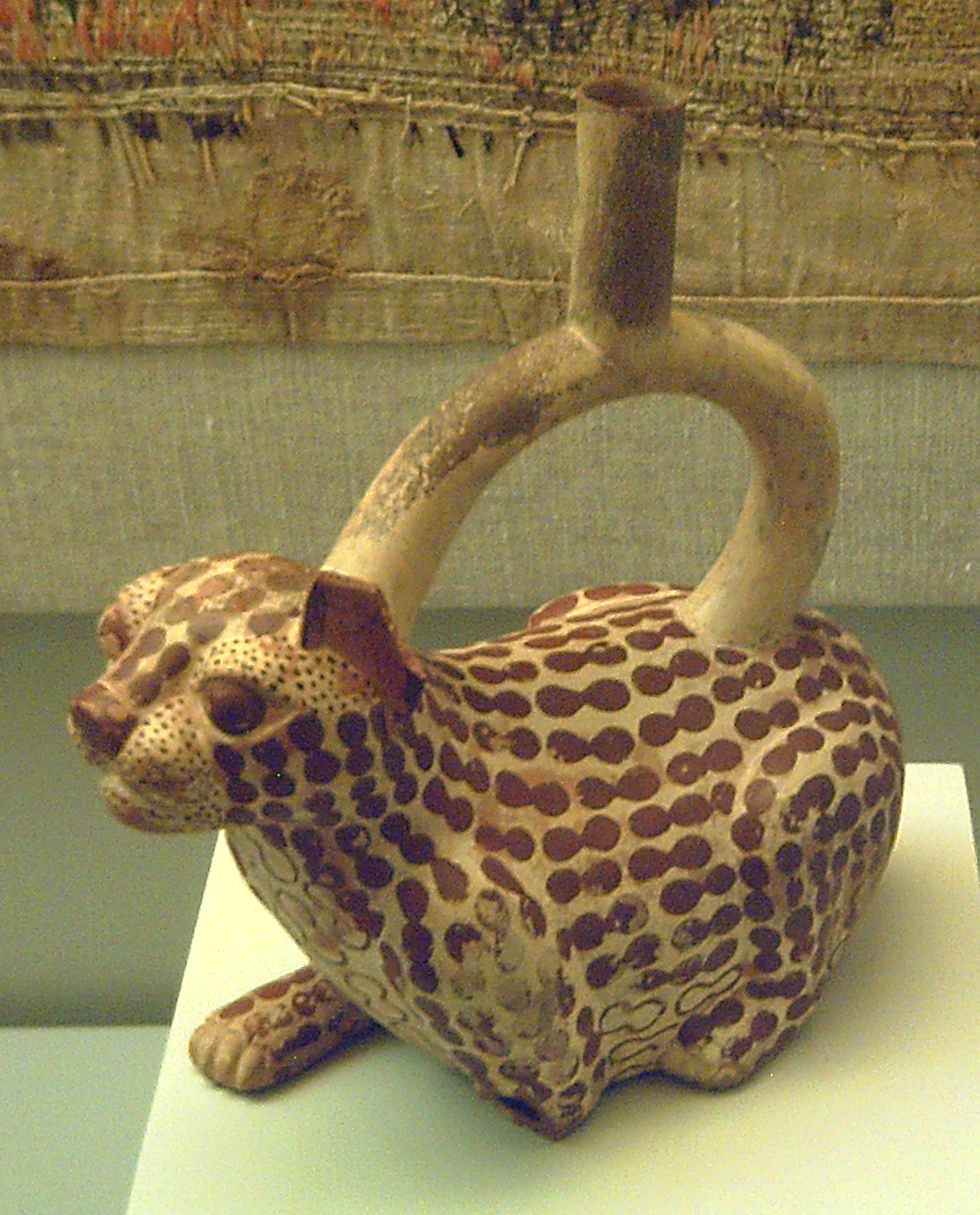
Jaguar. Ceràmica pictòric-escultòrica zoomorfa.
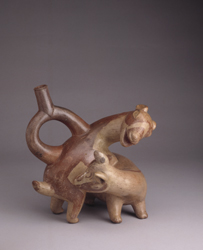
Llamas en còpula. Museu Larco.
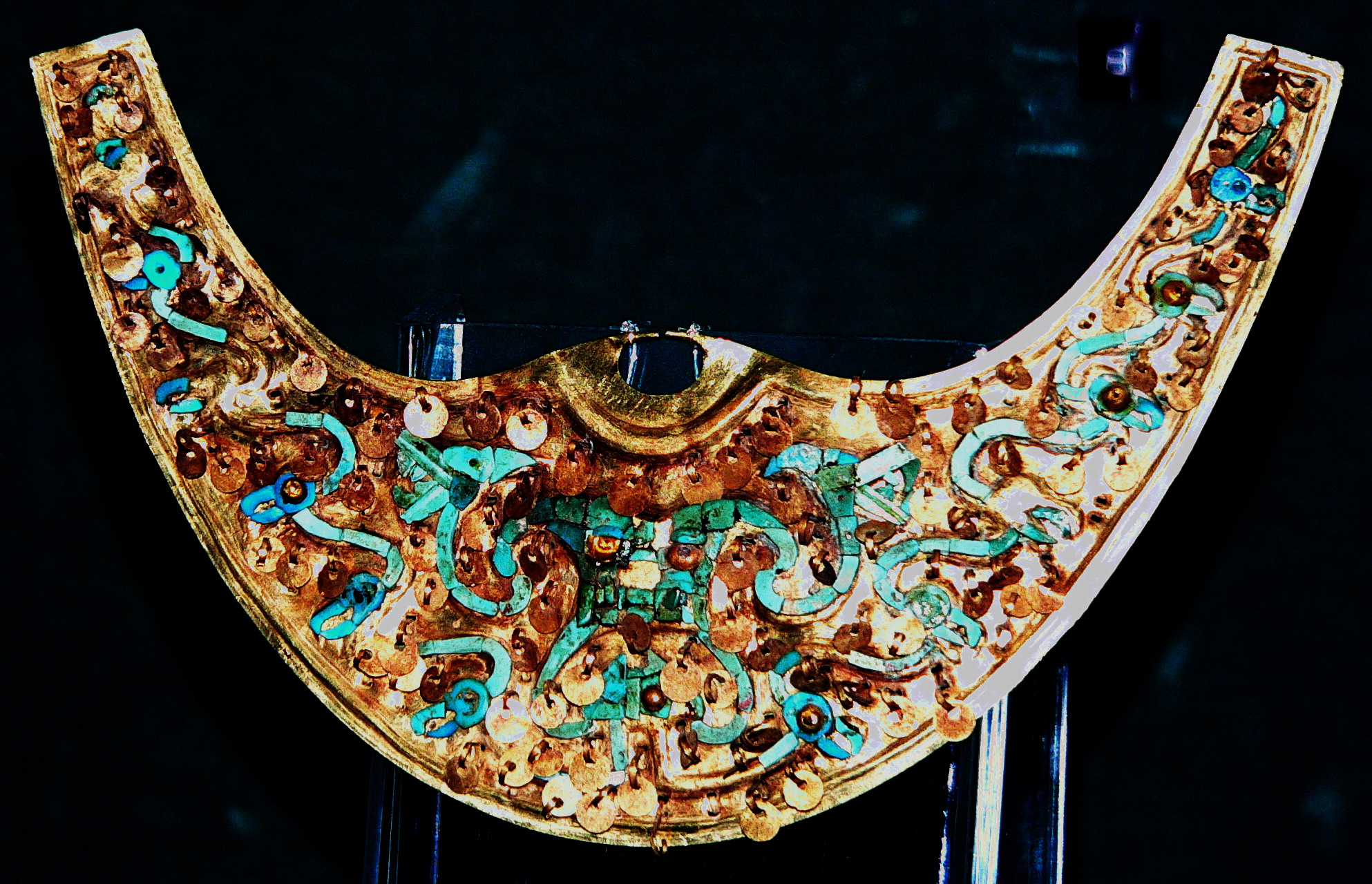
Orfebreria mochica. Nariguera amb incrustacions de turquesa.
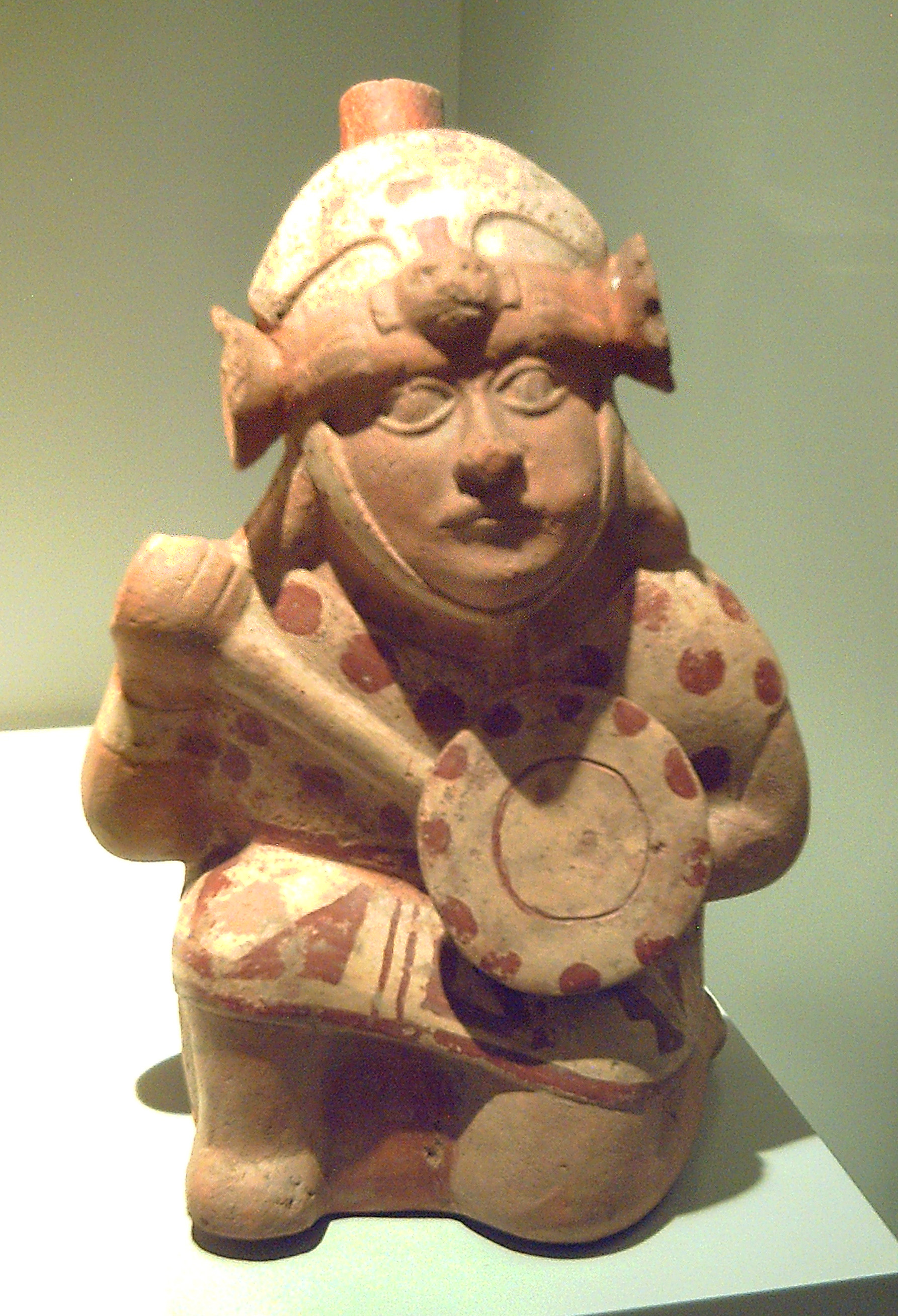
Guerrer mochica; genuflexió amb armes.
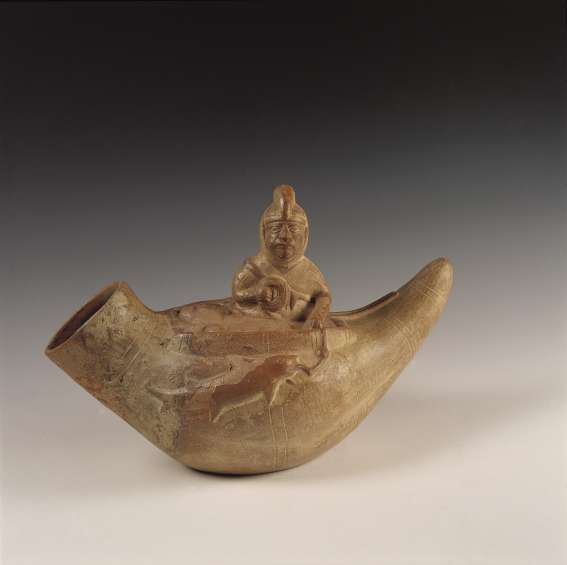
Pescador mochica en una embarcació denominada «caballet de totora».
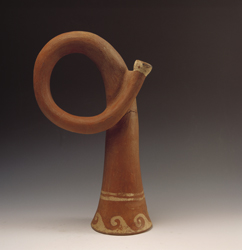
Trompeta de ceràmica mochica.
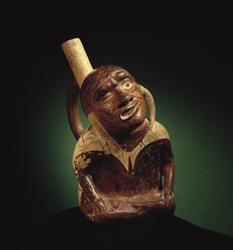
Ceràmica escultòrica. Mascle amb paràlisis facial.
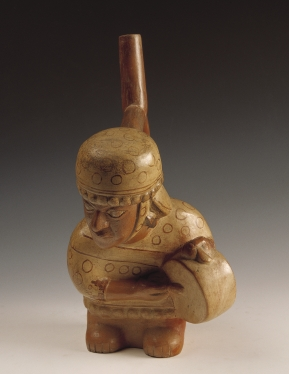
Músic mochica con tambor.
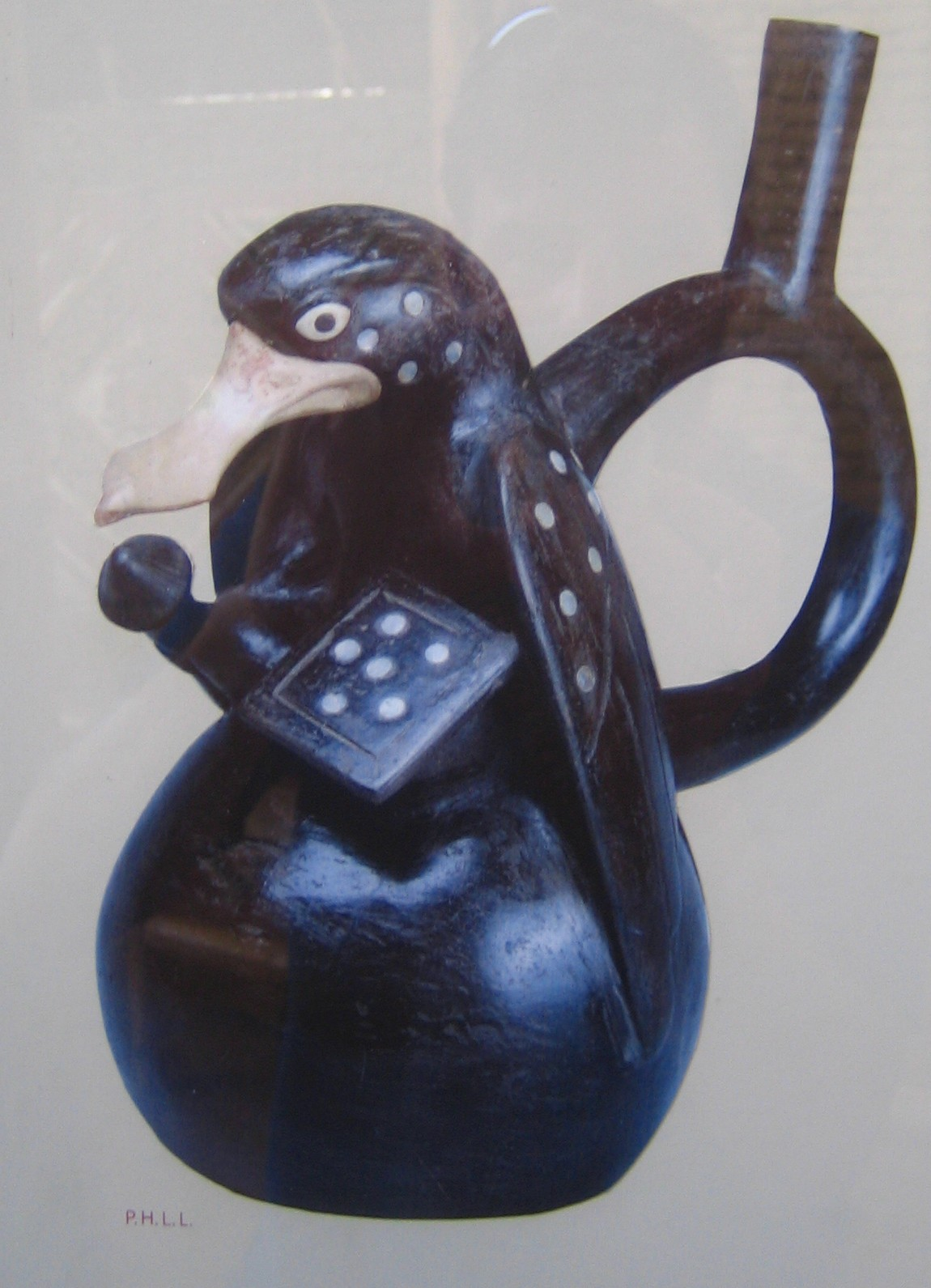
Ànec guerrer
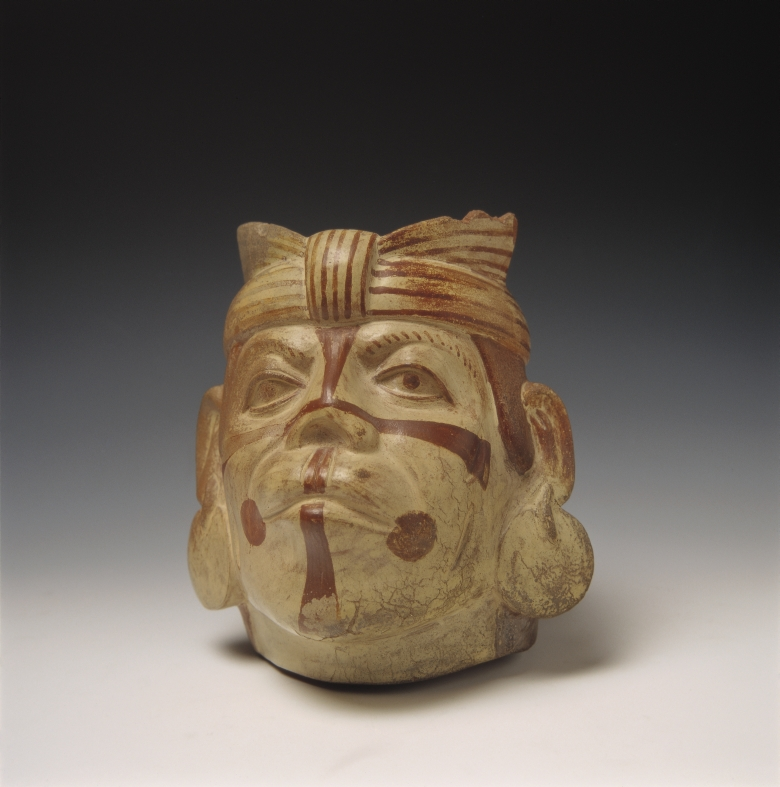
Noble amb pintures facials.
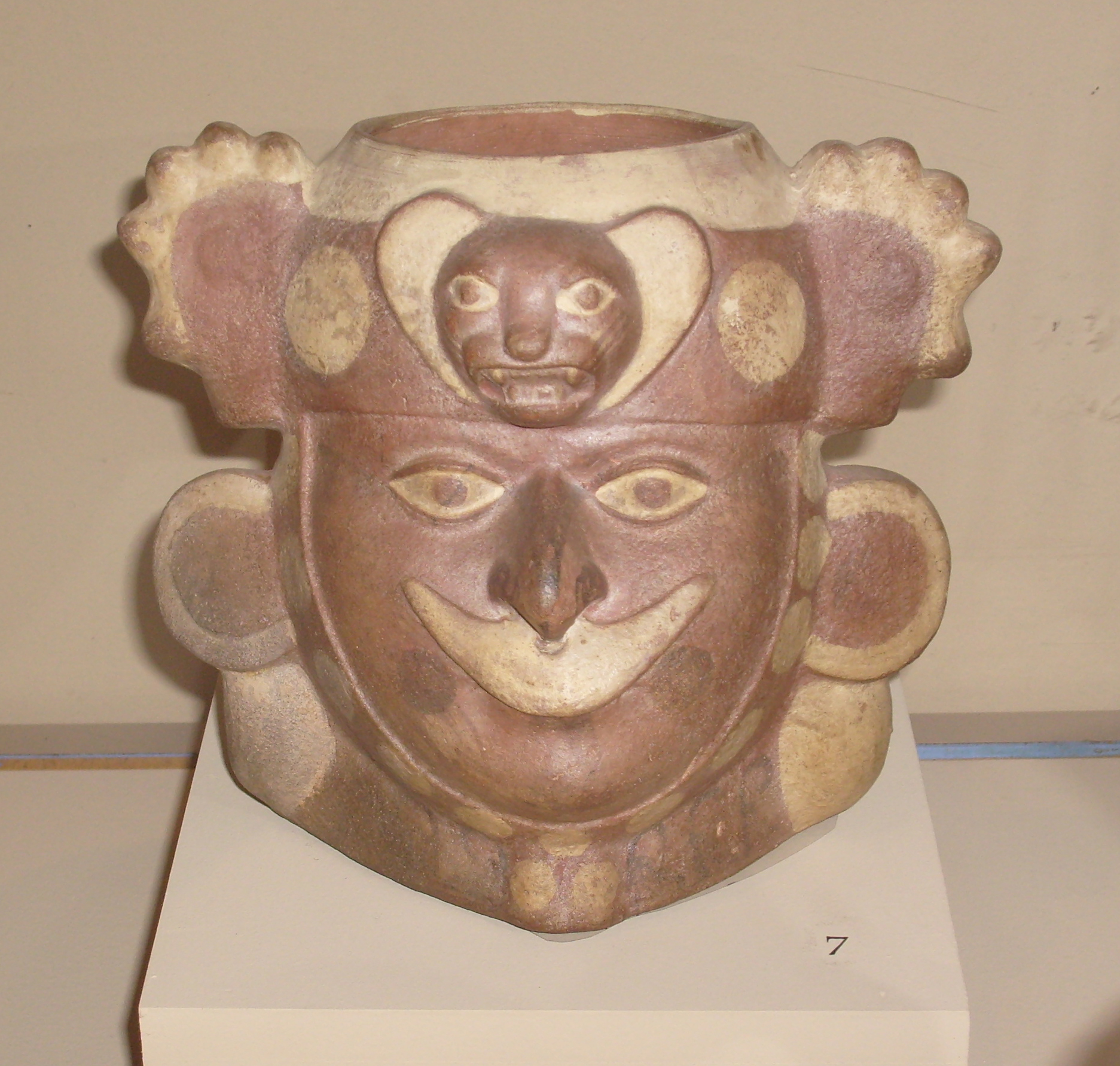
Noble.
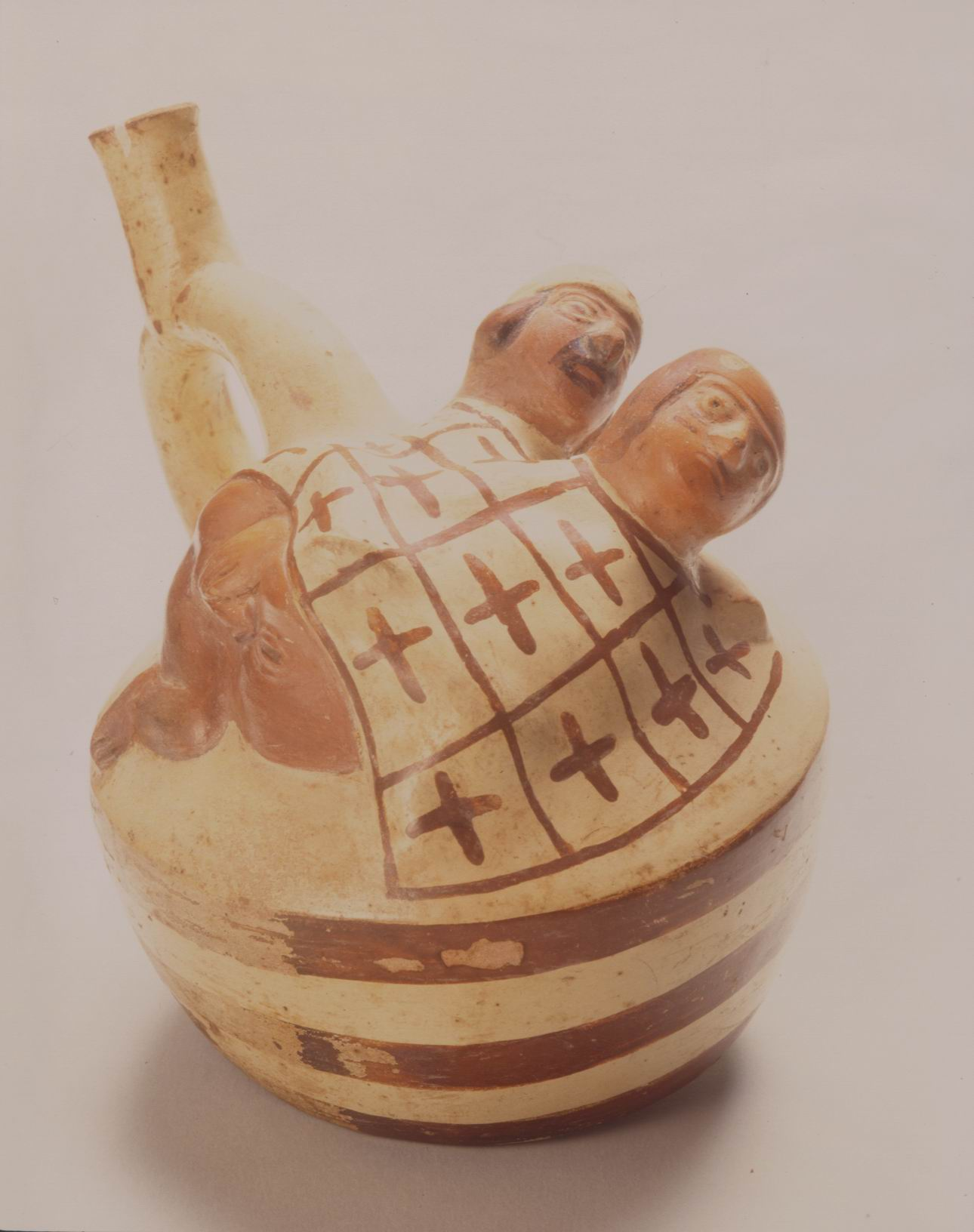
Ceràmica eròtica mochica.
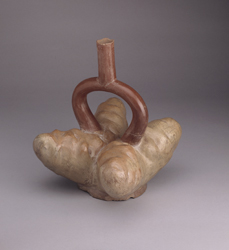
Representació mochica de la patata (Solanum tuberosum).
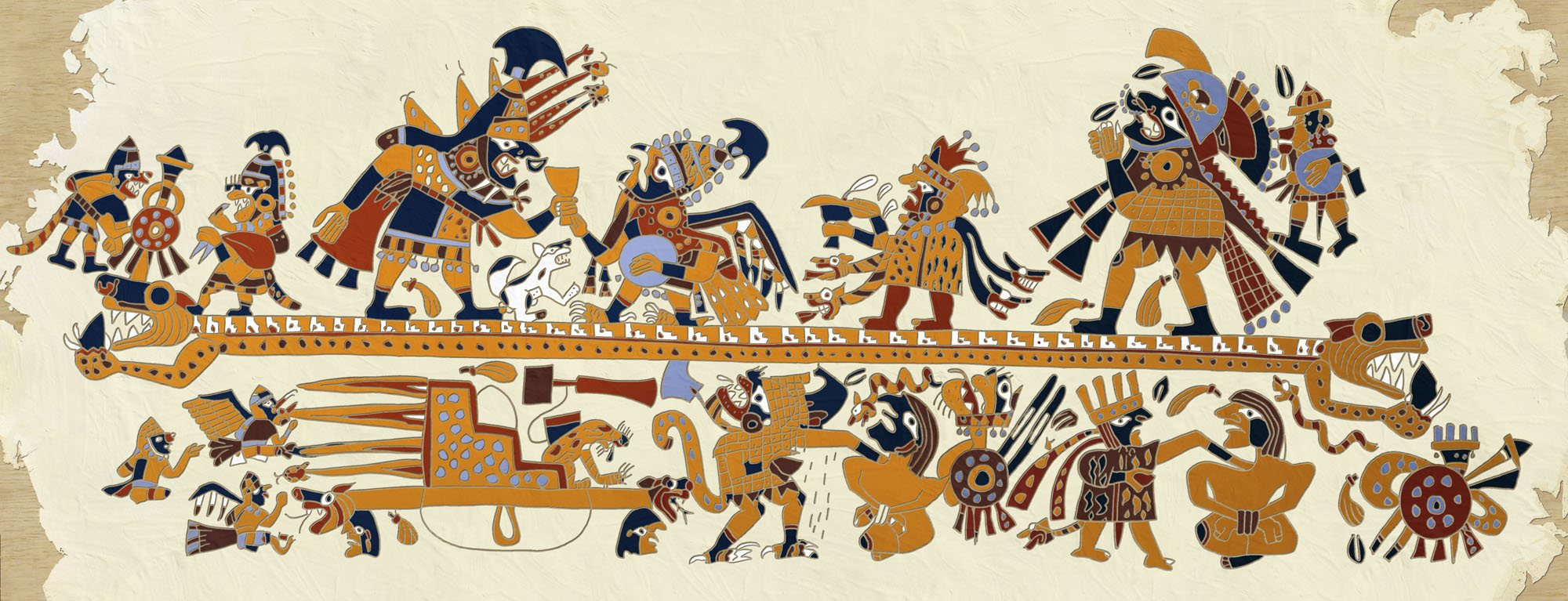
El sacrifici ritual mochica de presoners apareix representat en infinitat de ceràmiques i relleves pintats a les huacas,